# 이즈베스티야

새 이즈베스티야 로고

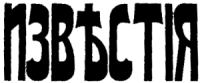
옛 이즈베스티야 로고

《이즈베스티야》(러시아어:  Известия, 영어: Izvestiya, 문화어: 이즈베스찌야)는 러시아 모스크바에서 발행되는 일간신문이다. 혁명기관지로 창간되었다가 1918년에 본사를 모스크바로 옮기면서 발행 부수가 점차 늘어나, 1932년에는 150만 부에 달하는 발행량을 기록하였다. 구 소련 정부의 정책을 국민에게 선전하고 선동하는 당소유지로서 다른 나라와 관련된 보도는 정부 정책을 그대로 반영하였다. 구 소련 공산당의 기관지였던 《프라우다》의 기사를 많이 옮겨 실었다. 현재 모스크바를 비롯한 40개 도시에서 인쇄되고 있다.